# Teoría del objeto puro
Teoría del objeto puro, junto con La estructura de la subjetividad y La libre afirmación de nuestro ser, es una de las obras más importantes del filósofo español Antonio Millán-Puelles. Aunque es un texto tardío en la vida del autor, los temas que en él trata lo acompañaron toda su vida, desde su tesis doctoral, El problema del ente ideal. La finalidad principal del libro es mostrar la función de lo irreal en la filosofía realista. Algún autor ha propuesto que «El momento culminante de la carrera de Millán-Puelles está en la publicación de su libro por antonomasia, Teoría del objeto puro, en 1990».
Millán-Puelles propone un lugar destacado para lo irreal en el conocimiento que tiene un papel en el diálogo del realismo con el idealismo, y que, como en otras obras de este pensador, desemboca en la libertad.
«Y el hombre sólo cae en la cuenta de que una cosa es real (…) porque puede compararla con su posible irrealidad. De tal manera, la irrealidad es necesaria para la percepción de la realidad, ya que ésta sólo puede descubrirse por contraste con ella. Esta tesis lleva a Millán-Puelles a reforzar su citado leit motiv, la libertad humana» (…) «Así, llega a la conclusión de que la irrealidad es una condición de posibilidad de la libertad humana».
Millán-Puelles contrasta su teoría del objeto con la de Alexius Meinong, trata del significado del término objeto, y realiza una catalogación del objeto puro, es decir, que su ser se agota en ser dado a la conciencia, o, usando su término, no es transobjetual.
«Se trata de un verdadero monumento del pensamiento contemporáneo» (...) «La defensa del realismo metafísico que en la Teoría del objeto puro se lleva a cabo reviste un vigor y una solidez que no se debe tanto a la refutación del idealismo -sin duda una de las más serias que se han propuesto hasta hoy- como al esfuerzo de fundamentación que se realiza desde una perspectiva completamente original».
Esta obra fue publicada en inglés con el título The Theory of the Pure Object, por la Academia Internacional de Filosofía del Principado de Lichtenstein. En el prólogo a dicha edición, Josef Seifert afirma que hay una notable coincidencia entre los resultados de este libro en la trascendencia del intelecto humano en el conocimiento, y la tradición fenomenológica presente en dicha Academia, aunque ambos se hayan desarrollado de manera independiente
.